# Topobea glabrescens
Topobea glabrescens är en tvåhjärtbladig växtart som beskrevs av José Jéronimo Triana. Topobea glabrescens ingår i släktet Topobea och familjen Melastomataceae. Inga underarter finns listade i Catalogue of Life.